# 剣川県
剣川県（けんせん-けん）は中華人民共和国雲南省大理ペー族自治州に位置する県。

## 歴史
1274年（至元11年）に剣川県が設置される。その後州制が施行され、1770年（乾隆35年）に麗江府と改められる。1913年に再び剣川県が設置され現在に至る。

## 行政区画
下部に5鎮、3郷を管轄する
- 鎮
  - 金華鎮、甸南鎮、沙渓鎮、馬登鎮、老君山鎮
- 郷
  - 羊岑郷、弥沙郷、象図郷

## 交通

### 道路
- 高速道路
  - 大麗高速道路
- 国道
  - G214国道

## 出身者
- 趙藩 - 清末の政治家・詩人・能書家。ペー族（白族）。辛亥革命・護国戦争にも参与した。
- 周鍾嶽 - 清末、中華民国の政治家・学者。ペー族。趙藩の弟子で、雲南史の著作を持つ。